# Regions Morgan Keegan Championships and the Cellular South Cup 2009
Regions Morgan Keegan Championships and the Cellular South Cup 2009 är en tennisturnering som spelas mellan 15 och 22 februari utomhus på hardcourt i Memphis, Tennessee, USA. Det är den 34:e upplagan av herrturneringen och den 23:e upplagan av damturneringen. Regions Morgan Keegan Championships är en del av 500 Series på ATP-touren medan Cellular South Cup är en del av kategorin International på WTA-touren. 

## Mästare

### Herrsingel
ej avgjort möter  ej avgjort

### Damsingel
Victoria Azarenka besegrade  Caroline Wozniacki, 6–1, 6–3

### Herrdubbel
ej avgjort /  ej avgjort möter  ej avgjort /  ej avgjort

### Damdubbel
Victoria Azarenka /  Caroline Wozniacki besegrade  Juliana Fedak /  Michaella Krajicek, 6–1, 7–6(2) 